# David Michal
David Michal (* 13. února 1977) je český podnikatel a právník, bývalý partner pražské advokátní kanceláře MSB Legal v.o.s. (do března 2012 Šachta & Partners v.o.s.), dlouhodobě spolupracující s kontroverzním podnikatelem Ivo Rittigem. Poté co byl pravomocně odsouzen za úmyslný trestný čin podplácení, jej advokátní komora vyškrtla ze seznamu advokátů.

## Obvinění z trestné činnosti
Postupně byl David Michal obviněn z trestné činnosti v několika kauzách.

### Kauza pražského dopravního podniku
V červnu 2015 byl obviněn spolu s Ivo Rittigem Martinem Dvořákem, Marií Novákovou dalšími lidmi pro údajné praní špinavých peněz. Toto obvinění se týká zakázek na sms jízdenky a m-peněženky, prodej kuponů a tisk papírových jízdenek. Podle policie šlo o organizovanou skupinu, která peníze v letech 2008 až 2014 propírala přes několik firem z daňových rájů.

### Osvobozen v kauze Oleo Chemical
V roce 2017, po 4 letech vyšetřování a soudů, byl osvobozena z obžaloby z legalizace výnosu z trestné činnosti z firmy Oleo Chemical. Rozsudek potvrdit v roce 2018 odvolací soud. Přes rozsáhlý zásah v září 2014 Útvaru pro odhalování organizovaného zločinu nebyl předložen dostatek důkazů. Zdá se, že se potvrdilo tvrzení z roku 2014, že jde o policejní šikanu. Dřívější tvrzení Česká televize, že je Oleo Chemical napojeno na podniky blízké Ivo Rittigovi a jeho advokáti mu pomáhali legalizovat výnos z trestné činnosti  se u soudu nepotvrdilo. Osvobození bylo potvrzeno i odvolacím soudem.

### Kauza Nemocnice Na Homolce
Na jaře roku 2015 byl David Michal obviněn v kauze veřejných zakázek na poradenské, účetní, medicínsko-právní a právní služby v Nemocnici Na Homolce z trestných činů přijetí úplatku, porušení povinnosti při správě cizího majetku, sjednání výhody při zadání veřejné zakázky, pletichy při veřejné soutěži a veřejné dražbě a podplácení. V letech 2009 až 2011 nemocnice zaplatila kanceláři Šachta & Partners 25 milionů korun za právní služby a ředitel Dbalý dostal podle policie od Šachta & Partners úplatky 2,3 milionu korun, přičemž v roce 2015 kvůli tomu nemocnice zaplatila pokutu od finančního úřadu ve výši 28,7 milionu korun za porušení rozpočtové kázně. Nemocnici hrozí, že bude muset zaplatit přes 350 milionů korun kvůli opakovanému porušování zákonů. Michal proti obvinění vznesl stížnost, kterou ale státní zastupitelství zamítlo. Spolu s Michalem byli obviněni i ředitel nemocnice Vladimír Dbalý, hlavní účetní Emilie Bialešová a poradci Zdeněk Čáp, Josef Kantůrek a Roman Žďárek. Senát pražského městského soudu s předsedkyní Hanou Hrnčířovou 11. října 2019 nepravomocně uložil Davidu Michalovi čtyřleté vězení.

### Osvobozen u soudu v kauze úniku informací z BIS
V roce 2014 byl společně s advokátem Tomášem Jindrou, lobbistou Ivo Rittigem a bývalou zaměstnankyní vlády Janou Nagyovou (nyní Nečasovou) obviněn v souvislostí s tím, že Nečasová měla Rittigovi předávat některé interní materiály tajné služby.  V lednu 2017 byl nepravomocně odsouzen, ale proti verdiktu soudu se odvolal. Vrchní soud s argumenty pro odvolání souhlasil rozsudek zrušil a vrátil věc Městskému soudu k novému řízení.
V novém řízení u Městského soudu byli všichni obžalovaní včetně Davida Michala z MSB Legal obžaloby zproštěni a toto rozhodnutí potvrdil v říjnu 2020 i Vrchní soud v Praze jako soud odvolací. David Michal žádá Ministerstvo spravedlnosti o omluvu za nezákonné trestní stíhání.

### Obvinění z daňového úniku
Podle informací Českého rozhlasu byl v lednu 2018 obviněn z daňového úniku ve výší 38 milionů korun v kauze, která se týká prodeje pozemků v Praze-Hodkovičkách přes nastrčené kyperské firmy. Policie v kauze stíhá také jeho spolupracovníka Ferdinanda Überalla. V lednu 2022 byl ve věci pravomocně odsouzen. Soud mu zrušil trest ve věci kauzy Nemocnice Na Homolce a uložil souhrnný trest 6 let odnětí svobody, peněžitý trest 3,65 mil. Kč a 10 let zákazu vykonávat advokacii. Do vězení nastoupil v dubnu 2022 a byl podmínečně propuštěn na konci května 2024.